# Città eroina dell'Ucraina
Città eroina dell'Ucraina (in ucraino Місто-герой України?, Misto-heroj Ukraїny) è un titolo onorifico conferito a città ucraine per l'eccezionale eroismo dimostrato durante l'invasione russa del 2022. È stato assegnato a dieci città nel marzo 2022. Rappresenta l'equivalente dell'onorificenza individuale di Eroe dell'Ucraina.

## Storia
Riprendendo il titolo di città eroina dell'Unione Sovietica, l'attuale versione ucraina è stata introdotta dal presidente Volodymyr Zelens'kyj il 6 marzo 2022, il quale ha contestualmente dichiarato:
Oltre a rinnovare lo status di città eroina di Kiev, Odessa, Sebastopoli e Kerč' (già premiate per il loro eroismo durante la seconda guerra mondiale), Zelens'kyj ha conferito l'onorificenza anche a Černihiv, Hostomel', Charkiv, Cherson, Mariupol' e Volnovacha. Il 24 marzo 2022 sono state insignite del titolo anche le città di Buča, Irpin', Ochtyrka e Mykolaïv.

## Lista delle città

### Černihiv
L'assedio di Černihiv è iniziato il 24 febbraio 2022, all'alba dell'invasione russa dell'Ucraina. Secondo il Ministero della difesa britannico l'esercito russo non è riuscito a catturare la città, ed è stato costretto ad aggirarla nella sua avanzata verso Kiev. Ufficiali ucraini hanno riportato di aver catturato numerosi documenti ed equipaggiamenti russi quando l'assedio è stato tolto in seguito alla ritirata dell'intero fronte nord, il 31 marzo.

### Hostomel'
La battaglia dell'Aeroporto Antonov, situato nella cittadina di Hostomel' alla periferia di Kiev, è scoppiata il 24 febbraio 2022, quando l'assalto iniziale condotto dalle Truppe aviotrasportate russe è stato respinto dalle forze ucraine. L'aeroporto è poi caduto il giorno successivo, ma nonostante ciò le unità ucraine hanno continuato a ingaggiare quelle russe nell'area. Durante questa battaglia è andato distrutto l'unico esemplare esistente dell'Antonov An-225 Mriya, l'aereo più grande al mondo. La città e il suo aeroporto sono stati liberati dall'Ucraina il 2 aprile, in seguito al ritiro delle truppe russe dalla regione di Kiev.

### Charkiv
La battaglia di Charkiv è iniziata il 24 febbraio 2022, come parte dell'offensiva russa nell'Ucraina orientale. La città di Charkiv, trovandosi a soli 32 chilometri dal confine ed essendo il più grande centro urbano del paese dopo Kiev, è stata immediatamente presa d'assalto dalle forze russe. La strenua resistenza ucraina ha però portato al fallimento dell'operazione offensiva, costringendo i russi a ripiegare dai sobborghi della città verso il proprio confine intorno al 14 maggio.

### Cherson
La battaglia di Cherson è iniziata già il 24 febbraio 2022, con i primi assalti delle forze aviotrasportate russe provenienti dalla Crimea. In pochi giorni queste, unitamente alle forze terrestri, hanno attraversato il Dnepr e infine conquistato la città il 2 marzo. Cherson è stata la prima, nonché l'unica capitale di oblast' dell'Ucraina a essere stata occupata dalla Russia durante l'invasione. In seguito alla controffensiva ucraina nella regione, l'esercito russo è stato costretto a ritirarsi sulla riva sinistra del Dnepr e abbandonare completamente la città, che è stata liberata l'11 novembre.

### Mariupol'
La città di Mariupol' è stata circondata dalle forze russe e della Repubblica Popolare di Doneck fin dai primi giorni di guerra, con la battaglia per la città tramutatasi in un assedio. Gli scontri sono terminati il 20 maggio 2022, con la resa degli ultimi difensori asserragliatisi all'interno degli stabilimenti Azovstal'.

### Volnovacha
La battaglia di Volnovacha è iniziata il 25 febbraio 2022, con l'offensiva portata avanti dalle forze russe in concomitanza con le forze separatiste del Doneck. La città è caduta in mano russa il 12 marzo, dopo essere stata completamente distrutta dai bombardamenti.

### Irpin'
La battaglia di Irpin' è iniziata il 27 febbraio 2022, quando le prime avanguardie russe sono entrate nella cittadina. Le forze d'invasione sono riuscite a catturare metà della città entro il 14 marzo, ma le forze terrestri ucraine l'hanno completamente liberata il 28 marzo.

### Buča
La battaglia di Buča è iniziata il 27 febbraio 2022, con l'ingresso delle forze russe nell'insediamento. La città è stata riconquistata dagli ucraini, dopo un mese di duri scontri, il 31 marzo. In seguito alla liberazione sono state trovate evidenze di numerosi crimini di guerra commessi dagli occupanti nei confronti della popolazione locale, noti come massacro di Buča.

### Ochtyrka
La battaglia di Ochtyrka è iniziata il 24 febbraio 2022, con la città che è stata immediatamente investita dall'avanzata russa. Il 26 marzo gli occupanti, in seguito al completo fallimento dell'offensiva settentrionale, si sono ritirati, ma la città è risultata quasi completamente rasa al suolo dai bombardamenti.

### Mykolaïv
La battaglia di Mykolaïv è iniziata il 26 febbraio 2022, con il tentativo di unità corazzate russe di oltrepassare il Dnepr a Kachovka e dirigersi verso la città. Nel mese di marzo l'esercito russo ha ripetutamente cercato di circondare e assaltare la città, finché non è stato costretto a ritirarsi verso sud dalla controffensiva ucraina, abbandonando l'intero oblast' di Mykolaïv l'8 aprile.